# Roca del Forat
La Roca del Forat és una muntanya de 1.850 metres que es troba al municipi d'Alins, a la comarca del Pallars Sobirà.